# Jacques Mayol
Jacques Mayol (Shanghai, 1º aprile 1927 – Capoliveri, 22 dicembre 2001) è stato un apneista francese.

## Biografia
Nasce da una famiglia benestante a Shanghai il 1º aprile 1927, secondogenito di un architetto francese. Nella seconda metà degli anni trenta la sua famiglia è costretta a lasciare la Cina per il crescente attivismo militare giapponese e nel 1939 il giovane Mayol si ritrova bloccato a Marsiglia a causa della seconda guerra mondiale.
Con il fratello Pierre, si tuffa spesso in mare con maschere ritagliate da camere d'aria di camion e un arbalete artigianale per pescare qualche pesce. A diciassette anni, decide di arruolarsi nell'aeronautica in Marocco, ma, deluso, torna a Marsiglia nel 1945. Trascorre il suo tempo libero nei calanchi di Marsiglia insieme ad Albert Falco, che diventerà il capitano della Calypso di Jacques-Yves Cousteau.
Nel 1948, attratto dalla Svezia, Jacques parte per questo Paese. Qui qualche anno dopo si sposa con Vibeke Boje Wadsholt (o Vicky), ma con il tempo comincia a considerare la famiglia come un ostacolo ai suoi progetti personali. Nel 1957 Jacques e Vicky si trasferiscono a Miami. Nel locale aquarium, Mayol passa molto tempo con un delfino di nome Clown, osservandolo come uno studente può osservare il suo maestro e riuscendo a migliorare la propria tecnica di respirazione e di permanenza sott'acqua.
Nel 1966 alle Bahamas incontra l'apneista siciliano Enzo Maiorca, detentore del record di immersione profonda e glielo sottrae, raggiungendo i 60 m. Contrariamente a quanto fino ad allora ritenuto, cioè che il torace dell'apneista rimane schiacciato dalla pressione idrostatica ad una profondità superiore ai 40 m, Mayol dimostra che per qualche motivo ciò non avviene e questo permette di scoprire il cosiddetto blood shift (emocompensazione), fenomeno fisiologico che accomuna l'uomo e tutti i mammiferi marini: la diminuzione del contenuto d'aria del torace (secondo la legge di Boyle) viene in parte compensata con un aumento del volume del sangue nei capillari alveolari polmonari. Il sangue proveniente dalle zone periferiche del corpo, dall'addome e dagli arti, che possono subire pressioni crescenti senza particolari effetti negativi, si raccoglie verso il tronco formando una massa fluida incomprimibile che impedisce lo schiacciamento della cassa toracica.

Nel 1973 Mayol si trova all'Isola d'Elba, dove batte il precedente record di Maiorca superandolo di 5 metri con un'immersione a -85. Da qui nasce un grande amore per l'isola toscana, tanto che decide di stabilire la sua residenza a Calone nel comune di Capoliveri. Proprio qui effettua anche una decina di immersioni sperimentali, durante le quali porta il battito cardiaco a 26 battiti al minuto, mentre il numero di piastrine e globuli rossi viene rilevato come sorprendentemente alto. Nel gennaio del 1975 la sua compagna Gerda Covell viene assassinata da un drogato, che ferisce anche Mayol con un coltello, mentre si trovano in un supermercato in Florida. Questo avvenimento lo getta in una profonda depressione.

Maiorca e Mayol a Ustica nel 1978

All'Elba continua a misurarsi con i record fino al 1981, ma quello che gli altri vedevano come un fine per lui era solo un mezzo: conoscere sempre più a fondo, divulgando tutto ciò che veniva via via scoperto, le possibilità nascoste dell'uomo. Nel 1983 Jacques va a Marsiglia per assistere al funerale di sua madre. È qui che incontra Luc Besson, che sta presentando il suo progetto cinematografico chiamato Le Grand Bleu. Il personaggio di Jacques Mayol, romantizzato, è interpretato da Jean-Marc Barr; nel film sono presentate rivalità particolari con Maiorca (chiamato Enzo Molinari nel film e interpretato da Jean Reno).
La vita di Mayol, sebbene avesse praticato moltissime professioni (pianista, attore, taglialegna, cercatore di tesori, scrittore, inviato speciale, sommozzatore, cineasta, esploratore, ecc.), è stata costellata di record sportivi. Noto col soprannome di uomo delfino, fu più volte detentore del record di immersione in apnea: nel 1966 scende a -60 metri, dieci anni dopo a -100 e nel 1983, all'età di 56 anni, a -105.
Ma più importante rimane il suo contributo alla conoscenza del comportamento umano sott'acqua. Jacques Mayol si appassiona all'evoluzione dei meccanismi fisiologici, sui quali si era lungamente documentato e dalle sue esperienze dirette è in grado di avere conoscenze avanzate in questo settore. In questo ambito collabora tra l'altro con il medico messinese Giulio Santoro, che ha seguito alcuni dei suoi record e messo a punto insieme all'atleta e ad altri apneisti del suo calibro alcune specifiche tecniche di immersioni studiate in base al rapporto tra gas alveolari e quozienti respiratori.
Di qui il suo interesse per i parti assistiti dai dottori Frederick Leboyer e Michel Odent, dove il bambino, lasciato il liquido amniotico nel grembo materno e superata la prova di espulsione all'esterno, si trova in condizioni di scarsa illuminazione posato sul ventre della madre, prima di nuotare in acqua ad una temperatura vicina a quella appena lasciata, al fine di ridurre al minimo il trauma della nascita. Questo secondo le parole di Otto Rank.
Mayol è stato inoltre attivo come insegnante della disciplina yoga e dell'apnea profonda. Tra i suoi allievi di rilievo ricordiamo Angela Bandini, sua compagna negli ultimi anni vissuti in Toscana, che il 2 ottobre 1985 ottiene all'Isola d'Elba il suo primo record mondiale in assetto variabile con -52 metri. Nel 1989 la stessa Bandini, sempre all'isola d'Elba, polverizzerà il record mondiale femminile di immersione in assetto variabile, portandolo dai -80 metri di Rossana Maiorca a -95 metri. Il giorno dopo, sbalordendo il mondo intero, scende a -107 metri conquistando lo storico record ed il primato assoluto, battendo in un sol colpo i precedenti record di Maiorca, Mayol, Makula e Pipin.

### Morte
Mayol si è tolto la vita il 22 dicembre 2001 impiccandosi nella sua casa all'Isola d'Elba, a causa di una profonda depressione di cui soffriva da tempo. Le sue ceneri sono state disperse al largo della costa della Toscana. Gli amici gli hanno eretto un monumento nel sud-est dell'Elba a 16 metri di profondità.

## Oltre la carriera sportiva
È autore di alcuni libri:
- Apnea a -100..., Milano, Fratelli Fabbri Editori, 1976
- L'abisso blu, Firenze, ed. Giunti - Marzocco, 1977
- Homo delphinus, Firenze, ed. Giunti - Martello, 1979
- I dieci re del mare - Sulle tracce di Atlantide nel triangolo delle Bermude, scritto in collaborazione con Pierre Mayol, Torino, B. Boggero ed., 1982
- L'uomo delfino - Storia e fascino dell'apnea, Firenze, Giunti ed., 2002

## Cinema
- La sfida tra Enzo Maiorca e Mayol ha ispirato Le Grand Bleu, film di Luc Besson del 1988.[2]
- Su Mayol, il regista nipponico Takahiro Mitsuyoshi ha girato il documentario del 2008 Blue Symphony.
- L'uomo delfino (Dolphin Man. The Story of Jacques Mayol), regia di Lefteris Charitos (2017).[3]

## Curiosità
Martin Eden di Jack London era il suo libro preferito.